# Velchans
Velchans (in etrusco 𐌅𐌄𐌋𐌂𐌇𐌀𐌍𐌔, Velchans) era una divinità etrusca, è stata messa in correlazione con il dio latino Vulcanus e Zeus Velchanos venerato a Creta ma è probabile che sia correlato al mese di marzo (Velcitanus in lingua etrusca).